# Ископаемый уголь
Уголь (ископаемый уголь) — осадочная порода, полезное ископаемое, ценнейший вид топлива и сырьё для химической, и не только, промышленности.
Международное название углерода происходит от лат. carbō — «уголь».
Ископаемый уголь образовался из спор, частей эпидермия плаунов, папоротников и других древних растений (350—250 млн лет назад) — тощие угли, антрациты, коксующиеся, слабоспекающиеся, газовые, длинноплодные и др. подвиды углей. Затем был безуглистый период; затем сформировались бурые угли, сапропели, торфы под воздействием повышенных температур и без доступа кислорода, а ранее, до безуглистого периода, без наличия микроорганизмов[прояснить], перерабатывающих древесные остатки.
Уголь, после древесины, был первым из используемых человеком видов ископаемого топлива. Сжигание одного килограмма этого вида топлива позволяет получить 3400—7200 ккал энергии. В 1960 году уголь давал около половины мирового производства энергии, к 1970 году его доля упала до одной трети.
Уголь используется при производстве кокса, как материал для рисования, также из каменноугольной смолы получают анилиновые красители, фенолы, лекарственные препараты, креозот. Производимый из каменного угля каменноугольный кокс является высококалорийным топливом (практически чистый углерод по составу), пригодным для применения в доменном производстве для выплавки чугуна. Антрацит также используется в металлургии в качестве топлива, обладая большой удельной теплотой сгорания, близкой к каменноугольному коксу.

## Образование
В разное время и в разных местах в геологическом прошлом Земли существовали растения, части которых постепенно смывались в низины, формируя угленакопления. По мере того, как слой почвы над ними увеличивался, росло давление. Температура также поднималась по мере опускания. В таких условиях растительный материал был защищён от биодеградации и окисления. Поглощённый растениями углерод в огромных торфяниках в конечном итоге был покрыт и глубоко погребён отложениями. Под высоким давлением и высокой температурой мёртвая растительность постепенно преобразуется в уголь. Так как уголь состоит в основном из углерода, водорода и кислорода, процесс преобразования останков растительности в уголь называется карбонизацией. При этом уменьшается количество атомов водорода и кислорода в молекулах угля, возрастает количество углерода.
Уголь образуется в условиях, когда гниющий растительный материал накапливается быстрее, чем происходит его бактериальное разложение. Идеальная обстановка для этого создаётся в болотах, где стоячая вода, бедная кислородом, препятствует жизнедеятельности бактерий и тем самым предохраняет растительную массу от полного разрушения. На определённой стадии процесса выделяющиеся кислоты предотвращают дальнейшую деятельность бактерий. Так возникает сапропель и торф — исходный продукт для образования угля. Если затем происходит его захоронение под другими наносами, то торф испытывает сжатие и, теряя воду и газы, преобразуется в уголь.
Для образования угля необходимо обильное накопление растительной массы. В древних торфяных болотах, начиная с девонского периода (примерно 400 млн лет назад), накапливалось органическое вещество, из которого без доступа кислорода формировались ископаемые угли. Большинство промышленных месторождений ископаемого угля относится к этому периоду, хотя существуют и более молодые месторождения. Возраст самых древних углей оценивается примерно в 300—350 млн лет. Был безуглистый период, когда на около 50 млн лет прекратилось угленакопление.
В широких, неглубоких морях каменноугольного периода существовали идеальные условия для формирования угля, хотя известны угли из большинства геологических периодов. Исключением является угольный пробел в ходе Пермско-Триасового вымирания, где уголь является редкостью. Уголь, встречающийся в докембрийских слоях, которые предшествуют наземным растениям, как предполагается, возник из остатков водорослей.
В результате движения земной коры угольные пласты испытывали поднятие и складкообразование. С течением времени приподнятые части разрушались за счёт эрозии или самовозгорания, а опущенные сохранялись в широких неглубоких бассейнах, где уголь находится на уровне не менее 900 метров от земной поверхности. Образование относительно небольших угольных пластов иногда связано с областями земной поверхности, на площадь которых происходили разлитие объёмов битумных масс, как, например, в Хат-Крик (Канада), суммарная мощность пакета угольных пластов достигает 450 м и более метров.

## Виды
Уголь, подобно нефти и газу, представляет собой органическое вещество, подвергшееся медленному разложению под действием биологических и геологических процессов. Основа образования угля — битумные массы и в меньшей степени (не промышленные запасы) из органических остатков растительного происхождения. В зависимости от степени преобразования и удельного количества углерода в угле различают четыре его типа: бурые угли (лигниты), каменные угли, антрациты и графиты. В западных странах имеет место несколько иная классификация — лигниты, суббитуминозные угли, битуминозные угли, антрациты и графиты, соответственно.
По происхождению угли делятся на гумусовые (из остатков высших растений: древесины, листьев, стеблей и т. д.) и сапропелитовые угли (из остатков низших растений, главным образом водорослей).

### Антрацит
Антрацит — самый глубоко прогревавшийся при своём возникновении из ископаемых углей, уголь наиболее высокой степени углефикации, переходная форма от каменного угля к графиту. Характеризуется большой плотностью и блеском. Содержит 95 % углерода. Применяется для производства графитовых электродов и блоков для алюминиевой и др. промышленности. Имеет наибольшую теплоту сгорания, но плохо воспламеняется. Образуется из самого древнего каменного угля при повышении давления и температуры на глубинах порядка 6 километров.
| Антрацит | Антрацит | Антрацит |
| -------- | -------- | -------- |

### Каменный уголь

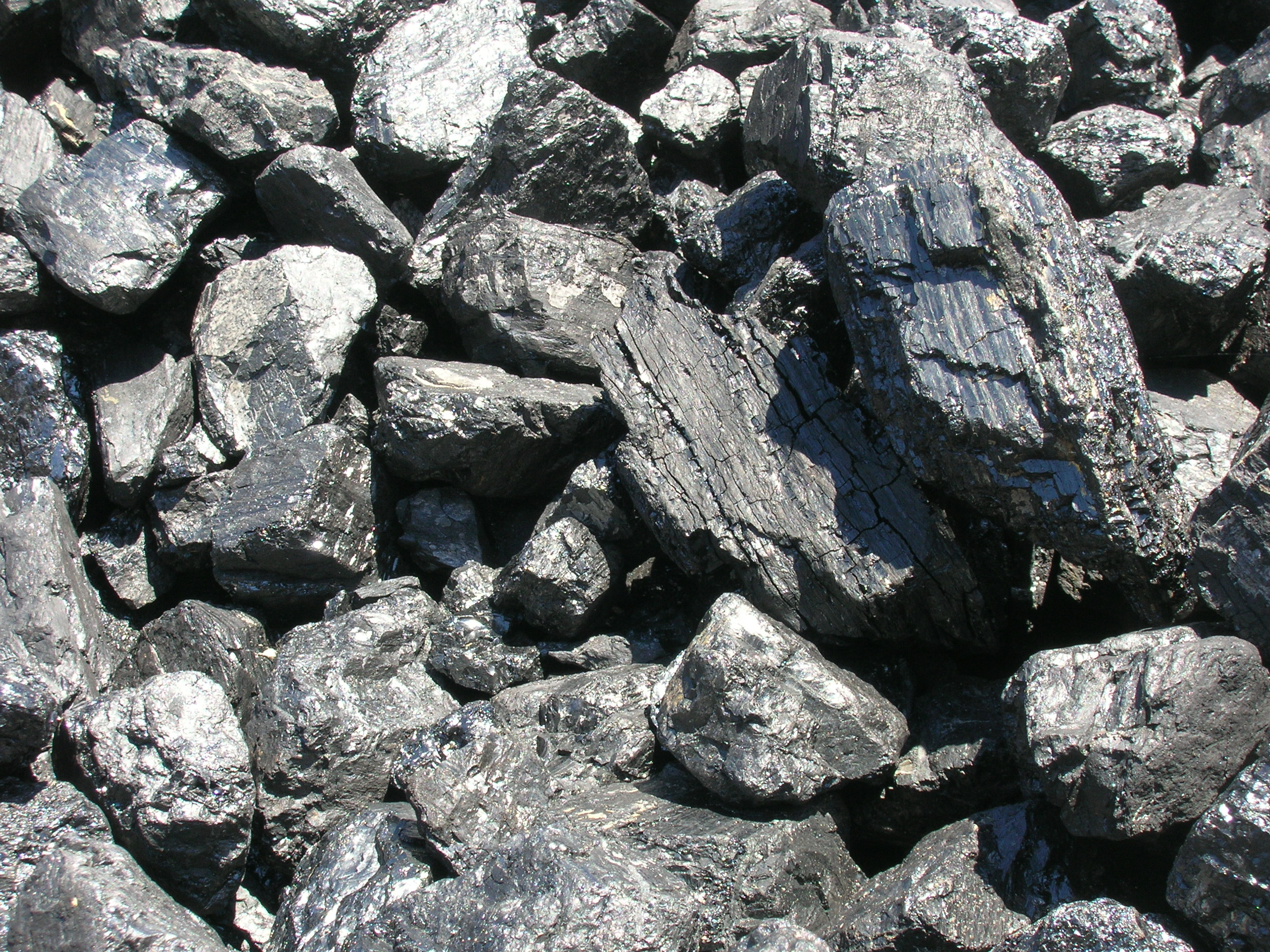
Каменный уголь

По химическому составу каменный уголь представляет смесь высокомолекулярных полициклических ароматических соединений с высокой массовой долей углерода, а также воды и летучих веществ с небольшими количествами минеральных примесей, при сжигании угля образующих золу. Ископаемые угли отличаются друг от друга соотношением слагающих их компонентов, что определяет их теплоту сгорания. Ряд органических соединений, входящих в состав каменного угля, обладает канцерогенными свойствами.
Содержание углерода в каменном угле, в зависимости от его сорта, составляет от 75 % до 95 %. Содержат до 12 % влаги (3—4 % внутренней), поэтому имеют более высокую теплоту сгорания по сравнению с бурыми углями. Содержит до 32 % летучих веществ, за счёт чего неплохо воспламеняется. Образуется из бурого угля на глубинах порядка трёх километров.

### Бурый уголь

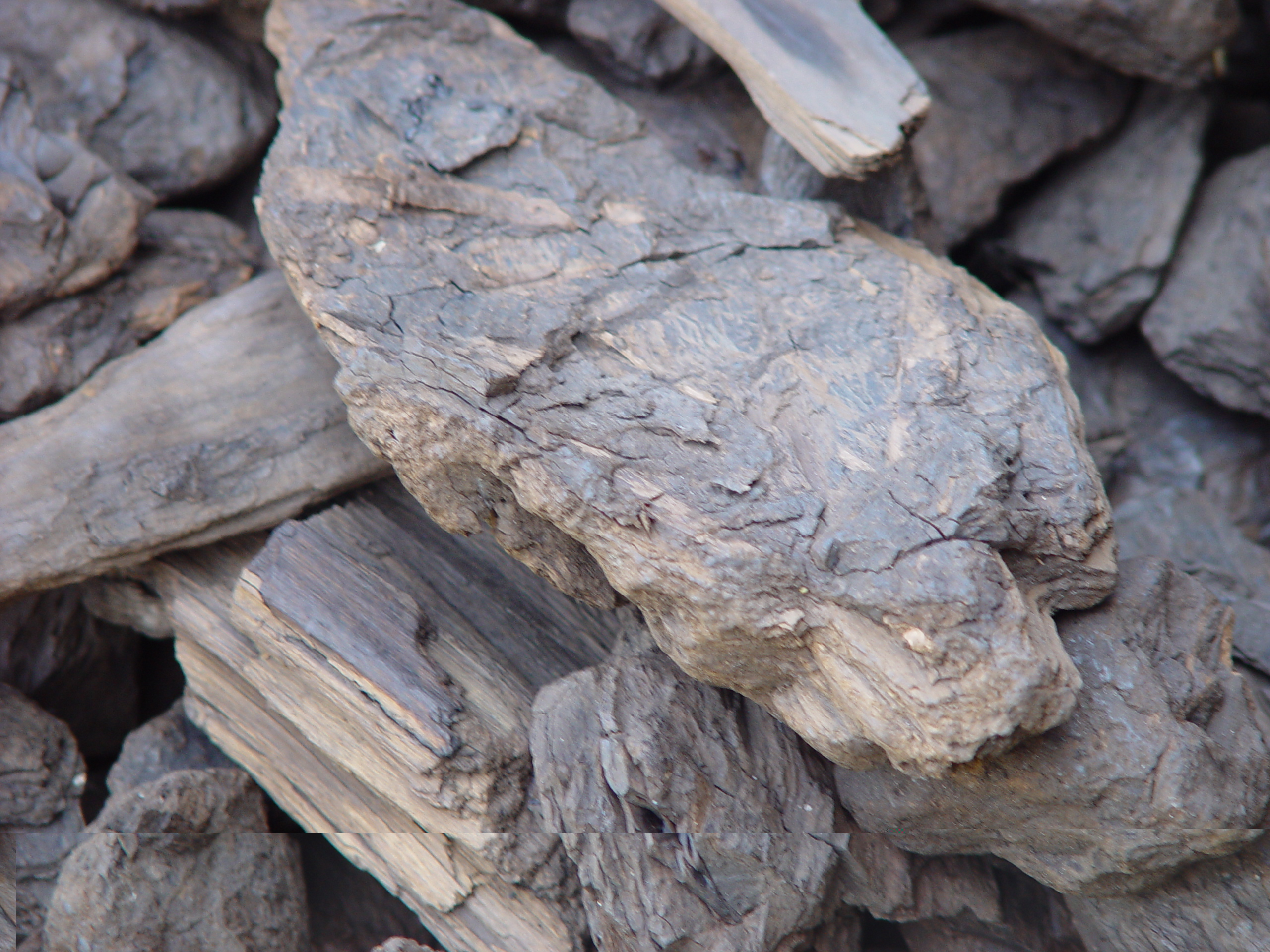
Бурый уголь

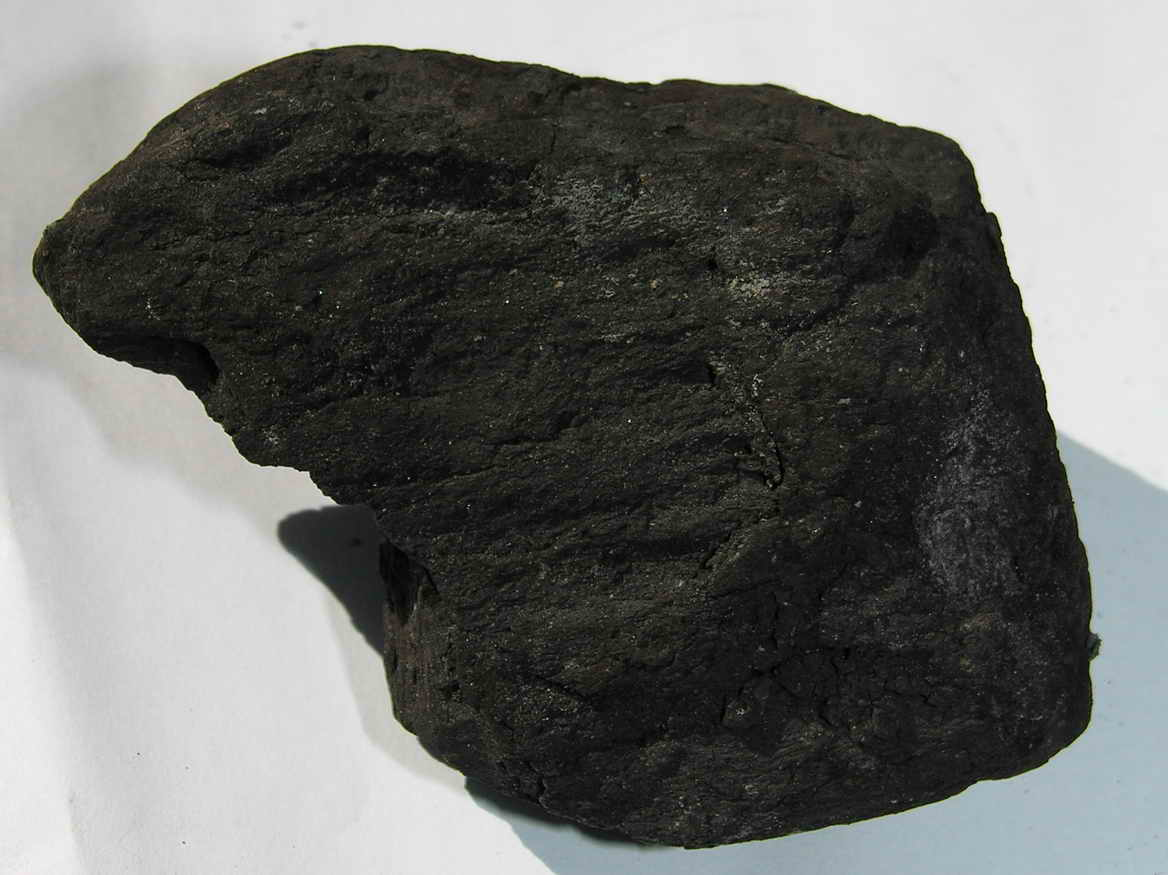
Лигнит

Бурый уголь — твёрдый ископаемый уголь, образовавшийся из торфа, содержит 65—70 % углерода, имеет бурый цвет, наиболее молодой из ископаемых углей. Используется как местное топливо, а также как химическое сырьё. Содержит много воды (43 %), и поэтому имеет низкую теплоту сгорания. Кроме того, содержит большое кол-во летучих веществ (до 50 %). Образуются из отмерших органических остатков под давлением нагрузки и под действием повышенной температуры на глубинах порядка одного километра.

### Прочие
По составу и происхождению различают прочие разновидности углей: альгинит, альгогелит, альгоколлинит, аттросеминит, богхед, витрен, витринит, гагат, гелит, гелитит, гелитолит, гумит, гумолит, десмит, дюрен, дюрит, интертинит, кальгинит, кардиф, касьянит, каустобиолит, кеннель, кларен, коллинит, коллоальгинит, коллоальголит, коллосеминит, коллофюзинит, кольм, ксилен, ксилинит, ксилоаттрит, ксиловитрен, ксилодесмит, кульм, кутинит, лейптинит, лигнит, лигнитит, липоид, липоидолит, липоидотит, липтобиолит, литотип, лопинит, метаантрацит, микринит, микстогумитит, микстогумолит, микстонит, паренхит, полуантрацит, резинит, сапрогумолит, сапроколлит, сапропелит, семиантрацит, семивитринит, семиколлинит, семинит, семителинит, семифюзен, семифюзинит, склеротинит, споринит, спорополинит, суберинит, тальгинит, телинит, телломоальгинит, телоколлинит, телосименит, телофюзинит, ультрадюрен, ультракларен, феллинит, фитерал, фюзен, фюзенит, фюзенолит, фюзинит, фюзит, фюзитит, черемхит, экзинит, электроуголь, юмит и многие другие.

## Добыча
Способы добычи угля зависят от глубины его залегания. Разработка ведётся открытым способом в угольных разрезах, если глубина залегания угольного пласта не превышает ста метров. Нередки и такие случаи, когда при всё большем углублении угольного карьера далее выгодно вести разработку угольного месторождения подземным способом. Для извлечения угля с больших глубин используются шахты. Самые глубокие шахты на территории Российской Федерации добывают уголь с уровня чуть более одной тысячи двухсот метров.
При обычной шахтной добыче около 40 % угля не извлекается. Применение новых методов шахтной добычи — длинный забой — позволяет извлекать больше угля.
В угленосных отложениях наряду с углём содержатся многие виды георесурсов, обладающих потребительской значимостью. К ним относятся вмещающие породы как сырьё для стройиндустрии, подземные воды, метан угольных пластов, редкие и рассеянные элементы, в том числе ценные металлы и их соединения. Например, некоторые угли обогащены германием.
Мировая добыча ископаемого угля достигла максимальной отметки 8254,9 млн тонн в 2013 году.
В октябре 2021 года цена угля в КНР достигла 1982 юаней (приблизительно $302) за тонну в результате общемирового дефицита газа и угля.

## Доказанные запасы
| Страна    | Каменный уголь | Бурый уголь | Всего  | %       |
| --------- | -------------- | ----------- | ------ | ------- |
| США       | 108501         | 128794      | 237295 | 26,62 % |
| Россия    | 49088          | 107922      | 157010 | 17,61 % |
| Китай     | 62200          | 52300       | 114500 | 12,84 % |
| Австралия | 37100          | 39300       | 76400  | 8,57 %  |
| Индия     | 56100          | 4500        | 60600  | 6,80 %  |
| МИР       | 403199         | 488332      | 891531 | 100     |

## Уголь в России
Большинство исследователей сходится во мнении, что активные геологоразведочные работы в России начались на рубеже XVII—XVIII веков. Во время одного из походов Петра I залежи руды были обнаружены в окрестностях Донецкого бассейна. В 1700—1711 годах был учреждён Приказ рудокопных дел, в 1719-м — Берг-коллегия, которые руководили изучением недр страны. Параллельно проходило строительство новых заводов, что стимулировало освоение Донецкого и Кузнецкого бассейнов.
Значительное влияние на развитие угольной отрасли оказало строительство Транссибирской железной дороги, что способствовало смещению угольных центров страны на восток. Уже в 1896 году добыча угля в России составляла 569 млн пудов (9,1 млн т), что делало страну шестой в мире. К 1913 году показатель достиг 36,1 млн т, 80 % из которых составлял каменный уголь, 16,4 % — антрацит. После Октябрьской революции объёмы выработки угля вернулись к показателям конца XIX века. Добытых в 1922 году 11,3 млн т угля было недостаточно для бесперебойной работы промышленности. Однако курс на форсированную индустриализацию предусматривал увеличение угледобычи до 160—170 млн т в год к концу первой пятилетки в 1933-м.
В ходе Великой Отечественной войны после введения в эксплуатацию 167 шахт и 13 разрезов мощностью в 90 млн тонн производительность отрасли стабильно росла. В 1958 году страна впервые стала мировым лидером по объёмам добычи угля — 493,2 млн т. Через 30 лет угледобыча достигла своего пика составив — 771,8 млн т, что делало СССР третьей страной в мире после США и Китая.
Тем не менее, оборудование постепенно устаревало, безопасность труда не соответствовала новым стандартам, из-за чего в 1989 году начались забастовки шахтёров в Междуреченске. Реструктуризация отрасли и задержки с выплатами зарплаты в 1990-х годах привели ещё к большей стагнации угольной промышленности. Однако правительство ещё удерживало цены на энергоресурс, так как их рост грозил удорожанием некоторой промышленной продукции до 17 раз. Субсидии на поддержание отрасли в 1992—1993 годах составили $5-6 млрд, хотя только 6,3 % предприятий сферы работали с прибылью, а оборудование у большинства сильно устарело. Для модернизации отрасли власти планировали закрыть минимум 90 шахт, но были ликвидированы более 1800 предприятий. Добыча в Подмосковье практически прекратилась, на Кузбассе и Дальнем Востоке — снизилась на 39 %, на Урале — наполовину. Оживление мирового рынка к 2010-му способствовало восстановлению объёмов добычи в стране до 323 млн т, а на Кузбассе она впервые достигла 185 млн т.
На 2020 год Министерство энергетики отчитывалось о 275,5 млрд т угольных запасов в 146 разведанных месторождениях. Однако российские производители разрабатывали только 17 % из них, так как добыча зачастую была невыгодна из-за суровых климатических условий и низкого качества продукта. Территориально крупнейшим бассейном является Канско-Ачинский (более 80 % буроугольных запасов страны). Крупнейшими месторождениями являются Бородинское, Березовское и Назаровское, заключающее 22 млрд т запасов угля. К другим крупным угольным базам относятся Абанское (30,6 млрд т), Итатское (19,4 млрд т), Урюпское (16,9 млрд т) и Барандатское (16,3 млрд т) месторождения. Крупнейшим по объёмам руды является Кузнецкий бассейн (70 млрд т), запасы которого отличаются высоким качеством. Руда Печорского бассейна преимущество каменная (40 %) с глубоким залеганием пластов. В Донецком бассейне расположены крупнейшие залежи антрацитов, но глубина их залегания превышает 1 км, а мощность пластов незначительна.
В 2020 году объёмы угледобычи в стране достигли 402,1 млн т, бо́льшую часть из них вырабатывали открытым способом. До 2035 года правительство планировало освоение новых месторождений в Якутии, Тыве, Хакасии, Забайкальском крае, Амурской и Кемеровской областях. Предположительно это обеспечит рост производительности угледобывающих предприятий до 485—668 млн т.
Тем не менее, развитие угледобычи влечёт ухудшение экологической ситуации и здоровья граждан. На 2021-й год ситуацию в профильных регионах уже называли катастрофической. Например, в некоторых городах Кемеровской области угольные разрезы находятся на расстоянии нескольких метров от жилых домов, необработанные отвалы приводят к подземным пожарам, а содержание вредных веществ в атмосфере может превышать норму в 7—11 раз. Большая часть шахтного метана не улавливается, о чём свидетельствуют обнаруженные спутниками канадской компании GHGSat утечки на шахте Распадская в Кемеровской области — почти 90 тонн метана каждый час (764 тыс. т в год).
Уже в 2012-м каждый второй российский шахтёр страдал минимум двумя профессиональными заболеваниями. С наращиванием добычи росла и нагрузка на здравоохранение: только в Хакасии за 2010—2020 годы смертность от онкологических заболеваний выросла на 14,2 %. Наиболее распространены в регионах добычи рак лёгкого, трахеи и бронхов. Аналогично в Кемеровской области в 2009—2018 годы смертность от злокачественных новообразований выросла на 4,5 %. Уровень профессиональной заболеваемости в регионе в 2021 году превышал общероссийский в 8,8 раза. Смертность от болезней органов дыхания составляла 62 на 100 тысяч человек, против 39,5 в среднем по стране.

## Уголь в Европе
Правительства европейских стран планируют снизить вред здоровью населения и экологии за счёт ликвидации угольных электростанций к 2040 году и полного отказа от использования угля к 2050-му. Хотя в 1990—2021 годах страны значительно сократили добычу каменного угля (с 277 до 57 млн т), на 2018-й год регион оставался крупнейшим в мире производителем бурого угля. Добыча велась в таких странах ЕС, как Польша, Германия, Чехия, Болгария, Венгрия, Греция, Румыния, Словакия, Словения. Всего сектор обеспечивал 230 тыс. рабочих мест. Именно высокая занятость в угольной промышленности составляла одну из главных сложностей в процессе перехода к безуглеродной экономике. Обеспечить трансформацию на социальном уровне был призван «Механизм справедливого перехода» (англ. Just Transition Fund), главной целью которого стала поддержка работников закрывающихся угольных шахт и электростанций, обеспечение профессиональной переподготовки. Фонд планировал распределить 19,2 млрд евро на помощь бедным европейским странам, зависимым от дешёвого энергоресурса.
Другими механизмами, способствующими трансформации европейского энергетического сектора, являются: введение и повышение квот на выброс CO2, создание механизмов помощи в реструктуризации экономики, снижение себестоимости ветряной и солнечной энергии, сотрудничество с локальными профсоюзами, владельцами угольных компаний и другими заинтересованными сторонами. Введение этих мер позволило в 2015—2020 годах снижать объёмы добычи в среднем на 3 % ежегодно. На конец этого периода показатель составлял 480 млн тонн. Если в 1990-м бурый уголь добывали в 13 странах региона (671 млн тонн), то к 2021 году основная добыча приходилась на 6 из них: из 277 млн тонн 46 % обеспечивала Германия, Польша — 19 %, Чехия — 11 %, Болгария — 10 %, Румыния — 6 %, Греция — 4 %, остальные — только 3 %. Такие страны, как Испания, Хорватия, Италия, Франция и Австрия за этот период полностью отказались от разработки бурого угля.
В начале 2020-х годов себестоимость угольной энергии оставалась сравнительно ниже, чем у выработанной на газе или возобновляемых источниках. И уголь всё ещё обеспечивал около одной пятой энергетического баланса стран ЕС. Ежегодное потребление угля в пересчёте на душу населения составляло 1,2 т, что было выше общемирового уровня (1 т). Так, в 2018-м на этом виде топлива было выработано 592 ТВт⋅ч, общая мощность каменноугольных электростанций достигала 99 ГВт, буроугольных — 52 ГВт. Тем не менее, половина из действовавших в 1990-х годах угольных электростанций была уже закрыта или имела установленную дату ликвидации. Всего страны ЕС использовали в 2020-м в 144 млн т каменного угля (на 63 % меньше, чем тремя декадами ранее), в 2021 году — 160 млн т промпродукта. К основным потребителям относились Польша (41 %) и Германия (23 %), тогда как Франция, Нидерланды, Италия и Чехия расходовали по 3—6 %. Расход бурого угля в эти же годы составлял около 240 млн тонн и 277 млн тонн, основная доля которого приходилась на Германию, Польшу, Чехию, Болгарию, Румынию и Грецию.
Так как добыча угля в регионе сокращается быстрее, чем его потребление, страны региона сильно зависят от импорта энергоресурса: к 2020 году местные угледобывающие предприятия обеспечивали только 39 % потребности региона. Греция, Люксембург, Хорватия, Румыния, Кипр, Бельгия и Швеция импортировали больше необходимого для работы угольных электростанций, чтобы обеспечить чрезвычайный запас. Крупнейшим поставщиком региона являлась Россия, которая обеспечивала до 56 %. С началом вторжения России на Украину в феврале 2022 года цены на все энергоресурсы начали расти. По сравнению с газом использование угля оставалось выгодным, даже с учётом квот на выбросы углекислого газа. Первые два месяца конфликта европейские страны продолжали импортировать российский уголь, но под общественным давлением политики высказались за отказ от российского угля. Сократить зависимость региона был призван пятый пакет антироссийских санкций, который ввёл запрет на закупку энергоносителей. Европейские страны были вынуждены искать новых поставщиков и наращивать собственную добычу: на апрель 2022-го производство угля в пяти крупнейших европейских странах-производителях выросло на 27 % по сравнению с аналогичным периодом прошлого года. Изменения в энергетическом секторе заставили общественность опасаться, что экологические цели властей не будут соблюдены, хотя политики заявляли о своих намерениях выполнить свои юридические обязательства по сокращению выбросов парниковых газов к 2030 году на 55 % по сравнению с 1990-м.

## Мировой рынок угля
По данным на 2017 год, уголь занимал 16 место в мировой торговле, по объёму стоимости. Общий объём рынка оценен в 122 млрд долл. США
Крупнейшими экспортерами выступили:
- Австралия 39 % ($47 млрд долл. США)
- Индонезия 16 % ($18,9 млрд долл. США)
- Россия 13 % ($16,1 млрд долл. США)
- США 8,7 % ($10,6 млрд долл. США)
- Колумбия 6,3 % ($7,63 млрд долл. США)
- ЮАР 5,1 % ($6,23 млрд долл. США)

Крупнейшими импортерами выступили:
- Япония 16 % ($19,5 млрд долл. США)
- Индия 16 % ($19,4 млрд долл. США)
- Китай 15 % ($17,8 млрд долл. США)
- Южная Корея 11 % ($13,3 млрд долл. США)
- другие страны Азии ($5,68 млрд долл. США)

Крупнейшие производители угля (США):
В 2004 году добыча составляла:

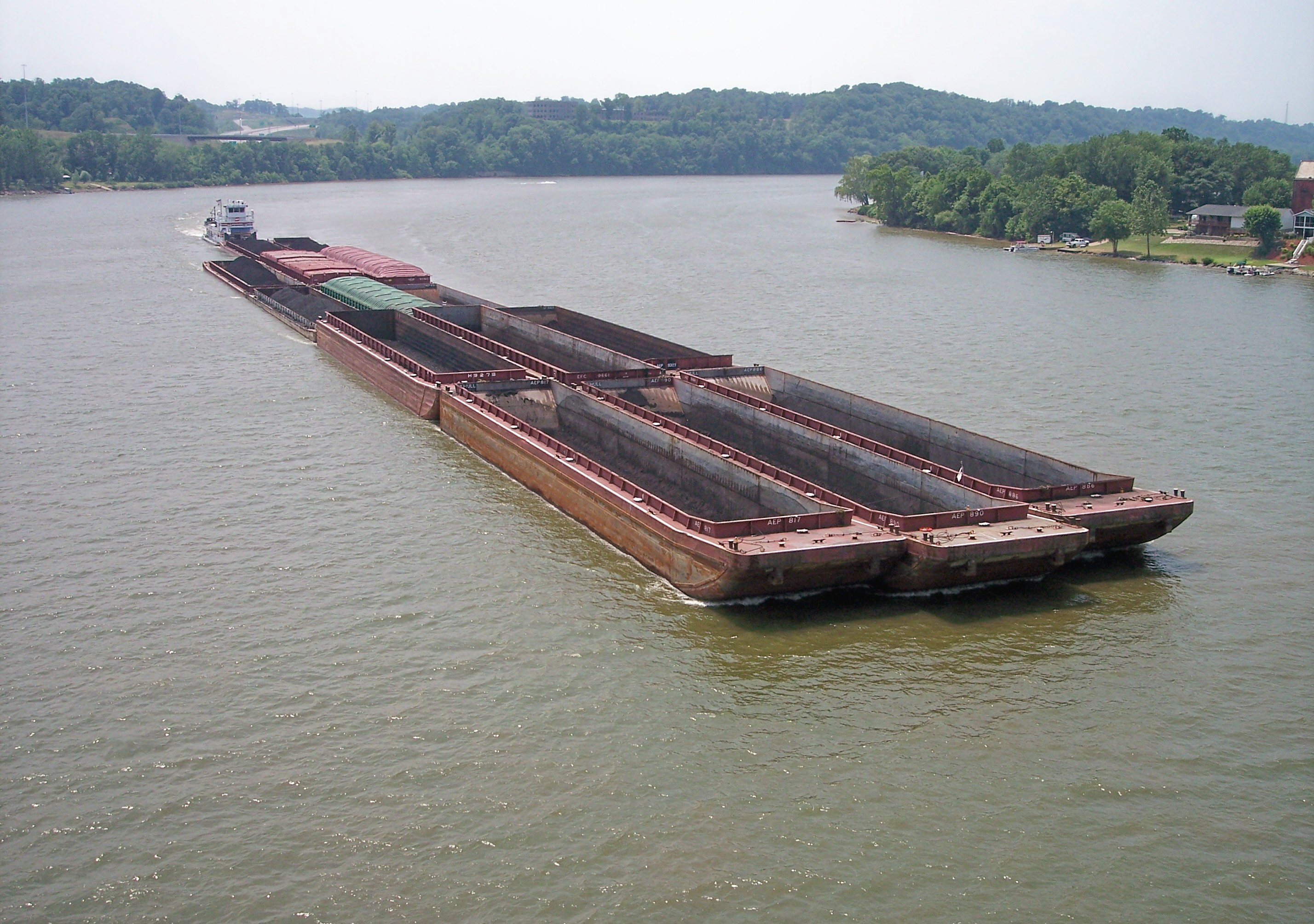
Транспортировка угля баржами

- Peabody Energy — 198 млн тонн. (в 2021 году — 130,1 млн тонн.)
- Arch Coal — 123 млн тонн. (в 2021 году — 73,05 млн тонн.)
- Consol Energy — 228 млн тонн. (в 2021 году — 23,86 млн тонн.)
- Foundation — 61 млн тонн.
- Massey — 42 млн тонн.

## Потребление
Потребление угля в млн тонн.
| Регион        | 2001 | 2005 | 2014 |  |
| ------------- | ---- | ---- | ---- |  |
| Китай         | 1383 | 2757 | 1962 |  |
| США           | 1060 | 1567 | 453  |  |
| Индия         | 360  | 611  | 360  |  |
| Япония        | 166  | 202  | 127  |  |
| ЮАР           | 75   | 80   | 89   |  |
| Россия        | 106  | 95   | 85   |  |
| Остальной мир | 2113 | 2262 | 806  |  |
| ВСЕГО         | 5263 | 7574 | 3882 |  |

## Применение

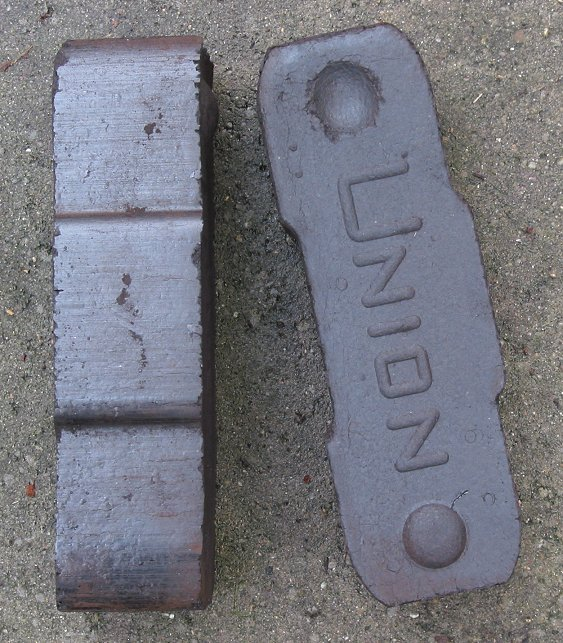
Буроугольные брикеты

В Англии в 1735 году научились выплавлять чугун на угле. Применение каменного угля многообразно. Он используется как бытовое, энергетическое топливо, топливо для железнодорожного транспорта на паровой тяге, сырьё для металлургической и химической промышленности, а также для извлечения из него редких и рассеянных элементов.
Очень перспективным является сжижение (гидрогенизация) угля с образованием жидкого топлива. Для производства 1 т нефти расходуется 2—3 т каменного угля, в период эмбарго ЮАР практически полностью обеспечивала себя топливом за счёт этой технологии. Из каменных углей получают искусственный графит.

### Экономика
Себестоимость угля на различных месторождениях сильно различается, так как большое влияние оказывают качество угля и стоимость транспортировки. В целом по России цены колеблются от 60-400 рублей за тонну (2000) до 600—1300 рублей за тонну (2008). На мировом рынке цена достигла $300 за тонну (2008), а затем опустилась до 3500—3650 рублей за тонну (2010).

### Газификация угля
Данное направление утилизации угля связано с его так называемым «неэнергетическим» использованием. Речь идёт о переработке угля в другие виды топлива (например, в горючий газ, среднетемпературный кокс и др.), предшествующей или сопутствующей получению из него тепловой энергии. Например, в Германии в годы Второй мировой войны технологии газификации угля активно применялись для производства моторного топлива. В ЮАР на заводе SASOL с использованием технологии слоевой газификации под давлением, первые разработки которой были также выполнены в Германии в 30—40-е годы XX века, в настоящее время из бурого угля производится более 100 наименований продукции. Данный процесс газификации известен также под названием «способ Lurgi».
В СССР технологии газификации угля, в частности, активно разрабатывались в Научно-исследовательском и проектно-конструкторском институте по проблемам развития Канско-Ачинского угольного бассейна (КАТЭКНИИуголь) с целью повышения эффективности использования канско-ачинских бурых углей. Сотрудниками института был разработан ряд уникальных технологий переработки низкозольных бурых и каменных углей. Данные угли могут быть подвержены энерготехнологической переработке в такие ценные продукты, как среднетемпературный кокс, способный служить заменителем классическому коксу в ряде металлургических процессов, горючий газ, пригодный, например, для сжигания в газовых котлах в качестве заменителя природного газа, и синтез-газ, который может использоваться при производстве синтетических углеводородных топлив. Сжигание топлив, получаемых в результате энерготехнологической переработки угля, даёт существенный выигрыш в показателях вредных выбросов относительно сжигания исходного угля. После распада СССР КАТЭКНИИуголь был ликвидирован.
Некоторые характерные отличия технологии слоевой газификации угля с обращённым дутьём от прямого процесса газификации, одна из разновидностей которого (газификация под давлением) используется на заводе SASOL в ЮАР. Производимый в обращённом процессе горючий газ, в отличие от прямого процесса, не содержит продуктов пиролиза угля, поэтому в обращённом процессе не требуются сложные и дорогостоящие системы газоочистки. Кроме того, в обращённом процессе возможно организовать неполную газификацию (карбонизацию) угля. При этом производятся сразу два полезных продукта: среднетемпературный кокс (карбонизат) и горючий газ. Преимуществом прямого процесса газификации, с другой стороны, является его более высокая производительность. В период наиболее активного развития технологий газификации угля (первая половина XX века) это обусловило практически полное отсутствие интереса к обращённому процессу слоевой газификации угля. Однако в настоящее время рыночная конъюнктура такова, что стоимость одного только среднетемпературного кокса, производимого в обращённом процессе газификации угля (при карбонизации), позволяет компенсировать все затраты на его производство. Попутный продукт — горючий газ, пригодный для сжигания в газовых котлах с целью получения тепловой и/или электрической энергии, — в этом случае имеет условно нулевую себестоимость. Это обстоятельство обеспечивает высокую инвестиционную привлекательность данной технологии.
Ещё одной известной технологией газификации бурого угля, является энерготехнологическая переработка угля в среднетемпературный кокс и тепловую энергию в установке с псевдоожиженным (кипящим) слоем топлива. Важным преимуществом данной технологии является возможность её реализации путём реконструкции типовых угольных котлов. При этом сохраняется на прежнем уровне производительность котла по тепловой энергии. Подобный проект реконструкции типового котла реализован, например, на разрезе «Берёзовский» (Красноярский край, Россия). В сравнении с технологией слоевой газификации угля энерготехнологическая переработка угля в среднетемпературный кокс в псевдоожиженном слое отличается существенно более высокой (в 15—20 раз выше) производительностью.

### Сжижение угля
Сжижение угля — технология получения жидкого топлива из угольного сырья. Позволяет использовать традиционные потребители бензина (например, автотранспорт) в условиях нехватки нефти. Это общий термин для семейства процессов производства жидкого топлива из угля.

### Энергетика
Роль угля в энергетическом балансе
В России в 2005 году доля угля в энергобалансе страны составляла около 18 процентов (в среднем по миру 39 %), в производстве электроэнергии — немногим более 20 процентов. Доля угля в топливном балансе РАО ЕЭС составила в 2005 году 26 %, а газа — 71 %. В связи с высокими мировыми ценами на газ российское правительство намеревалось увеличить долю угля в топливном балансе РАО ЕЭС до 34 % к 2010 году, однако данным планам не суждено было сбыться из-за прекращения деятельности РАО ЕЭС в 2008 году.
Трудности использования угля в качестве энергетического топлива
Несмотря на происходящие экономические изменения, стоимость одной тонны условного топлива (т. у. т.) на угле в большинстве случаев является самой низкой по сравнению с мазутом и газом. Основная трудность использования угля состоит в высоком уровне выбросов от сжигания угля — газообразных и твёрдых (зола). В большинстве развитых стран, впрочем, и в России, действуют жёсткие требования по уровню выбросов, допустимых при сжигании угля. В странах ЕС используются жёсткие штрафные санкции к ТЭЦ, превышающим нормы (вплоть до 50 евро за каждый выработанный МВт*ч электроэнергии). Выходом из ситуации является использование различных фильтров (например, электрофильтров) в газоходах котлов, либо сжигание угля в виде водоугольных суспензий (Водоугольное топливо). В последнем случае из-за более низкой температуры горения угля существенно (до 70 %) снижаются выбросы оксидов NOx (температурный NOx). Зола, получаемая от сжигания угля, в ряде случаев может быть использована в строительной индустрии. Ещё в СССР были разработаны ГОСТы, предусматривающие добавку золы в шлакопортландцементы. Трудность использования золы заключается в том, что удаление золы происходит в большинстве случаев путём гидрозолоудаления, что затрудняет её погрузку для дальнейшей транспортировки и использования.

### Удельная теплота сгорания угля в сравнении с другими веществами
| Вещество                    | Удельная теплота сгорания, МДж/кг |
| --------------------------- | --------------------------------- |
| Порох                       | 2,9—5,0                           |
| Торф                        | 8,1                               |
| Дрова (березовые, сосновые) | 10,2                              |
| Уголь бурый                 | 15,0                              |
| Метанол                     | 22,7                              |
| Спирт этиловый              | 25,0                              |
| Уголь каменный              | 29,3                              |
| Условное топливо            | 29,31 (7000 ккал/кг)              |
| Уголь древесный             | 31,0                              |
| Мазут                       | 39,2                              |
| Нефть                       | 41,0                              |
| Дизельное топливо           | 42,7                              |
| Керосин                     | 43                                |
| Бензин                      | 44,0                              |
| Этилен                      | 48,0                              |
| Пропан                      | 47,54                             |
| Метан                       | 50,1                              |
| Водород                     | 120,9                             |

## Влияние на здоровье шахтёров
Ископаемый уголь содержит вредные тяжёлые металлы, такие как ртуть и кадмий (концентрация от 0,0001 до 0,01 % от массы).
При подземной добыче угля запылённость воздуха может превышать ПДК в сотни раз. При тех условиях работы, которые имеются в шахтах, непрерывная носка респираторов практически невозможна (они при каждом сильном загрязнении требуют быстрой смены на чистые новые маски респираторов, не дают общаться и т. п.), что не позволяет использовать их как средство надёжной профилактики необратимых и неизлечимых профессиональных заболеваний — силикоза, пневмокониоза (и др.). Поэтому для надёжной защиты здоровья шахтёров и рабочих углеперерабатывающих предприятий в США используют более эффективные средства коллективной защиты.

## Влияние на экологию Земли
Сжигание угля вносит заметный вклад в глобальное потепление. Существует мнение, что для того, чтобы избежать опасных климатических изменений, необходимо запретить добычу некоторой части углеводородов. В особенности, это касается угля. В числе стран, которым следует полностью отказаться от угледобычи называются Китай, Россия и США.
В развитых странах мира ширится движение за полную отмену использования угля для генерации электроэнергии. Так, выступая в преддверии Конференции ООН по изменению климата (COP26), британский министр бизнеса, энергетики и промышленной стратегии Алок Шарма призвал к полному отказу от использования угля в энергетике. По мнению Шармы, развитые страны должны взять на себя инициативу и помочь развивающимся странам отказаться от использования угля. В частности, Шарма призвал банки и другие финансовые институты отказаться от предоставления займов на строительство угольных электростанций.